# OFC Champions League 2012/13

Die OFC Champions League 2012/13 war die 12. Ausspielung eines ozeanischen Meister-Wettbewerbs für Vereinsmannschaften im Fußball und fand vom 1. Mai 2012 bis 19. Mai 2013 statt. Diese Saison brachte eine Modusänderung und Erweiterung des Teilnehmerfeldes. Der eigentlichen Gruppenphase mit acht Vereinen aus den sieben spielstärksten Ländern (Fidschi, Neuseeland, Neukaledonien, Papua-Neuguinea, Salomonen, Tahiti und Vanuatu), ist, wie bereits in der Saison 2007/08, eine Qualifikationsrunde, an der die Meister aus Amerikanisch-Samoa, den Cookinseln, Samoa und Tonga teilnehmen, vorgeschaltet. Diese vier Mannschaften spielten in einer einfachen Ligarunde jeder gegen jeden, wobei der Gruppensieger danach in einem Playoff auf den Meister des schlechtplatziertesten Landes aus der CL-Gruppenphase des Vorjahres (in diesem Fall: Neukaledonien) traf. Dessen Sieger wiederum vervollständigt das Teilnehmerfeld für die Gruppenphase. Dort werden in zwei Gruppen mit Hin- und Rückspiel die Teilnehmer für das erstmals ausgetragene Halbfinale ausgespielt, für das sich die Gruppensieger und Zweitplatzierten qualifizieren.
Der Sieger der OFC Champions League qualifizierte sich für die FIFA-Klub-Weltmeisterschaft 2013 in Marokko.

## Qualifikation
Alle Spiele einschließlich des Playoffs fanden im Loto-Tonga Soka Centre in Nukuʻalofa auf  Tongatapu Tonga statt.
| Pl. | Verein             | Sp. | S | U | N | Tore    | Diff. | Punkte |
| --- | ------------------ | --- | - | - | - | ------- | ----- | ------ |
| 1.  | Tupapa FC          | 3   | 2 | 1 | 0 | 014:400 | +10   | 07     |
| 2.  | Lotoha’apai United | 3   | 2 | 1 | 0 | 011:400 | +7    | 07     |
| 3.  | Kiwi FC            | 3   | 1 | 1 | 1 | 007:500 | +2    | 04     |
| 4.  | Pago Youth         | 3   | 0 | 0 | 3 | 001:200 | −19   | 0      |

| 1. Mai 2012        |     |                    |
| Pago Youth         | 1:5 | Kiwi FC            |
| Lotoha’apai United | 3:3 | Tupapa FC          |
| 3. Mai 2012        |     |                    |
| Lotoha’apai United | 6:0 | Pago Youth         |
| Kiwi FC            | 1:2 | Tupapa FC          |
| 5. Mai 2012        |     |                    |
| Tupapa FC          | 9:0 | Pago Youth         |
| Kiwi FC            | 1:2 | Lotoha’apai United |

### Playoff
| Datum       | Team #1   | Ergebnis | Team #2      |
| ----------- | --------- | -------- | ------------ |
| 8. Mai 2012 | Tupapa FC | 1:3      | AS Mont-Dore |

## Gruppenphase

### Gruppe A
| Pl. | Verein              | Sp. | S | U | N | Tore    | Diff. | Punkte |
| --- | ------------------- | --- | - | - | - | ------- | ----- | ------ |
| 1.  | Ba FC               | 6   | 5 | 1 | 0 | 016:400 | +12   | 16     |
| 2.  | Amicale FC          | 6   | 3 | 1 | 2 | 007:400 | +3    | 10     |
| 3.  | Solomon Warriors FC | 6   | 1 | 1 | 4 | 007:150 | −8    | 04     |
| 4.  | Hekari United FC    | 6   | 1 | 1 | 4 | 005:120 | −7    | 04     |

| 30. März 2013       |     |                     |
| Solomon Warriors FC | 0:2 | Amicale FC          |
| Hekari United FC    | 1:3 | Ba FC               |
| 3. April 2013       |     |                     |
| Solomon Warriors FC | 2:2 | Ba FC               |
| 6. April 2013       |     |                     |
| Hekari United FC    | 0:0 | Amicale FC          |
| 13. April 2013      |     |                     |
| Ba FC               | 2:0 | Hekari United FC    |
| Amicale FC          | 2:0 | Solomon Warriors FC |
| 17. April 2013      |     |                     |
| Ba FC               | 5:0 | Solomon Warriors FC |
| Amicale FC          | 2:0 | Hekari United FC    |
| 20. April 2013      |     |                     |
| Solomon Warriors FC | 4:2 | Hekari United FC    |
| Amicale FC          | 1:2 | Ba FC               |
| 27. April 2013      |     |                     |
| Ba FC               | 2:0 | Amicale FC          |
| Hekari United FC    | 2:1 | Solomon Warriors FC |

### Gruppe B
| Pl. | Verein           | Sp. | S | U | N | Tore    | Diff. | Punkte |
| --- | ---------------- | --- | - | - | - | ------- | ----- | ------ |
| 1.  | Waitakere United | 6   | 4 | 1 | 1 | 009:600 | +3    | 13     |
| 2.  | Auckland City FC | 6   | 3 | 1 | 2 | 019:800 | +11   | 10     |
| 3.  | AS Dragon        | 6   | 2 | 2 | 2 | 009:500 | +4    | 08     |
| 4.  | AS Mont-Dore     | 6   | 0 | 1 | 5 | 007:250 | −18   | 01     |

| 30. März 2013    |      |                  |
| Waitakere United | 0:0  | AS Dragon        |
| AS Mont-Dore     | 0:2  | Auckland City FC |
| 5. April 2013    |      |                  |
| AS Mont-Dore     | 1:4  | AS Dragon        |
| Waitakere United | 1:3  | Auckland City FC |
| 12. April 2013   |      |                  |
| AS Dragon        | 0:1  | Waitakere United |
| 13. April 2013   |      |                  |
| Auckland City FC | 12:2 | AS Mont-Dore     |
| 17. April 2013   |      |                  |
| Auckland City FC | 1:3  | AS Dragon        |
| Waitakere United | 3:1  | AS Mont-Dore     |
| 21. April 2013   |      |                  |
| Auckland City FC | 0:1  | Waitakere United |
| 24. April 2013   |      |                  |
| AS Dragon        | 1:1  | AS Mont-Dore     |
| 27. April 2013   |      |                  |
| AS Dragon        | 1:1  | Auckland City FC |
| 28. April 2013   |      |                  |
| AS Mont-Dore     | 2:3  | Waitakere United |

## K.-o.-Phase

### Halbfinale
Die Hinspiele fanden am 4. und 5., die Rückspiele am 11. und 12. Mai 2013 statt.
|                  | Gesamt |                  | Hinspiel | Rückspiel |
| ---------------- | ------ | ---------------- | -------- | --------- |
| Auckland City FC | 7:1    | Ba FC            | 6:1      | 1:0       |
| Amicale FC       | 1:4    | Waitakere United | 0:2      | 1:2       |

### Finale
| Auckland City FC                            | Auckland City FC | Waitakere United | Waitakere United            |
| ------------------------------------------- | --- | --- | --------------------------- |
| Neuseeland Auckland City FC                 | \| 19. Mai 2013 in Auckland (Mt Smart Stadium) \| \| Ergebnis: 2:1 (2:1) \| \| Zuschauer: 3.000 \| \| Schiedsrichter: Peter O’Leary ( Neuseeland) \| | \| 19. Mai 2013 in Auckland (Mt Smart Stadium) \| \| Ergebnis: 2:1 (2:1) \| \| Zuschauer: 3.000 \| \| Schiedsrichter: Peter O’Leary ( Neuseeland) \|                                                                        | Neuseeland Waitakere United |
| Neuseeland Auckland City FC                 | Tamati Williams – Takuya Iwata, James Pritchett, Ivan Vicelich, Mario Bilen – Christopher Bale (90. Andrew Milne), Daniel Koprivic (55. Darren White), Alex Feneridis (88. Adam McGeorge), Albert Riera Vidal – Manel Expósito, Adam Dickinson Cheftrainer: Ramon Tribulietx | Danny Robinson – Aaron Scott, Tim Myers, Brian Shelley, Matt Cunneen – Chad Coombes, Jake Butler, Sam Matthews (76. Daniel Morgan), Ryan de Vries – Allan Pearce (53. Chris Palmer), Roy Krishna Cheftrainer: Paul Marshall | Neuseeland Waitakere United |
| Neuseeland Auckland City FC                 | 1:0 Adam Dickinson (16.) 2:0 Alex Feneridis (20.) | 2:1 Chad Coombes (40.) | Neuseeland Waitakere United |
| Neuseeland Auckland City FC                 | Alex Feneridis (43.), Albert Riera Vidal (45.), Manel Expósito (64.), Adam Dickinson (90.) | | Neuseeland Waitakere United |
| Neuseeland Auckland City FC                 | Tim Myers (59.) | | Neuseeland Waitakere United |
| 19. Mai 2013 in Auckland (Mt Smart Stadium) | | |                             |
| Ergebnis: 2:1 (2:1)                         | | |                             |
| Zuschauer: 3.000                            | | |                             |
| Schiedsrichter: Peter O’Leary ( Neuseeland) | | |                             |

## Beste Torschützen
Nachfolgend sind die besten Torschützen der OFC-Champions-League-Saison (ohne Qualifikation) aufgeführt.
| Rang | Spieler        | Klub             | Tore |
| ---- | -------------- | ---------------- | ---- |
| 1    | Sanni Issa     | Ba FC            | 9    |
| 2    | Adam Dickinson | Auckland City FC | 8    |
| 3    | Manel Expósito | Auckland City FC | 6    |
|      | Roy Krishna    | Waitakere United | 6    |